# Jussy-le-Chaudrier
Jussy-le-Chaudrier es una población y comuna francesa, situada en la región de  Centro, departamento de Cher, en el distrito de Bourges y cantón de Sancergues.

## Demografía
| 697 | 645 | 565 | 545 | 515 | 526 |
| Para los censos de 1962 a 1999 la población legal corresponde a la población sin duplicidades (Fuente: INSEE [Consultar]) |     |     |     |     |     |